# Arrondissement Aubusson
Arrondissement Aubusson (fr. Arrondissement d'Aubusson) je správní územní jednotka ležící v departementu Creuse a regionu Nová Akvitánie ve Francii. Člení se dále na 1129 obcí.

## Dějepis
Arrondissement existuje od r. 1800. V r. 1926 anektoval části arrondissementů Bourganeuf (žluté) a Boussac (modré).

Arrondissement Aubusson od 1800 do 1926 (růžové)
Arrondissement Aubusson od 1926 do 2017 (růžové)
Arrondissement Aubusson od 2017 (růžové)

## Kantony do 2014
- Aubusson
- Auzances
- Bellegarde-en-Marche
- Chambon-sur-Voueize
- Chénérailles
- La Courtine
- Crocq
- Évaux-les-Bains
- Felletin
- Gentioux-Pigerolles
- Royère-de-Vassivière
- Saint-Sulpice-les-Champs